# ناحیه إب
ناحیهٔ إب (به عربی: مدیریة إب) یک ناحیه در یمن است که در استان اب واقع شده‌است. ناحیهٔ إب ۱۴۳٬۶۴۱ نفر جمعیت دارد.